# Officine Stampaggi Industriali
La Officine Stampaggi Industriali, spesso abbreviata in O.S.I., è stata una carrozzeria automobilistica attiva dal 1960 al 1968.

## Storia
Questa carrozzeria venne fondata nel 1960 a Torino, in Via Agostino da Montefeltro 10 (quartiere Crocetta), da Luigi Segre, ex presidente della Ghia, e dall'avvocato Arrigo Olivetti.
Durante la sua breve esistenza, la O.S.I. ha realizzato alcune interessanti fuoriserie su basi FIAT, Alfa Romeo e Ford. Divenne per esempio abbastanza famosa la Ford 20 M TS OSI Coupé, realizzata in un certo numero di esemplari.
Tra le altre realizzazioni della O.S.I., vanno senz'altro ricordate le versioni Familiare delle Fiat 1300 e 1500, la Fiat 2300-2300 S Coupé, vetture progettate dalla Ghia e realizzate appunto dalla O.S.I. Tra la Ghia e la O.S.I. si instaura fin dall'inizio un rapporto di collaborazione che durerà per sempre.

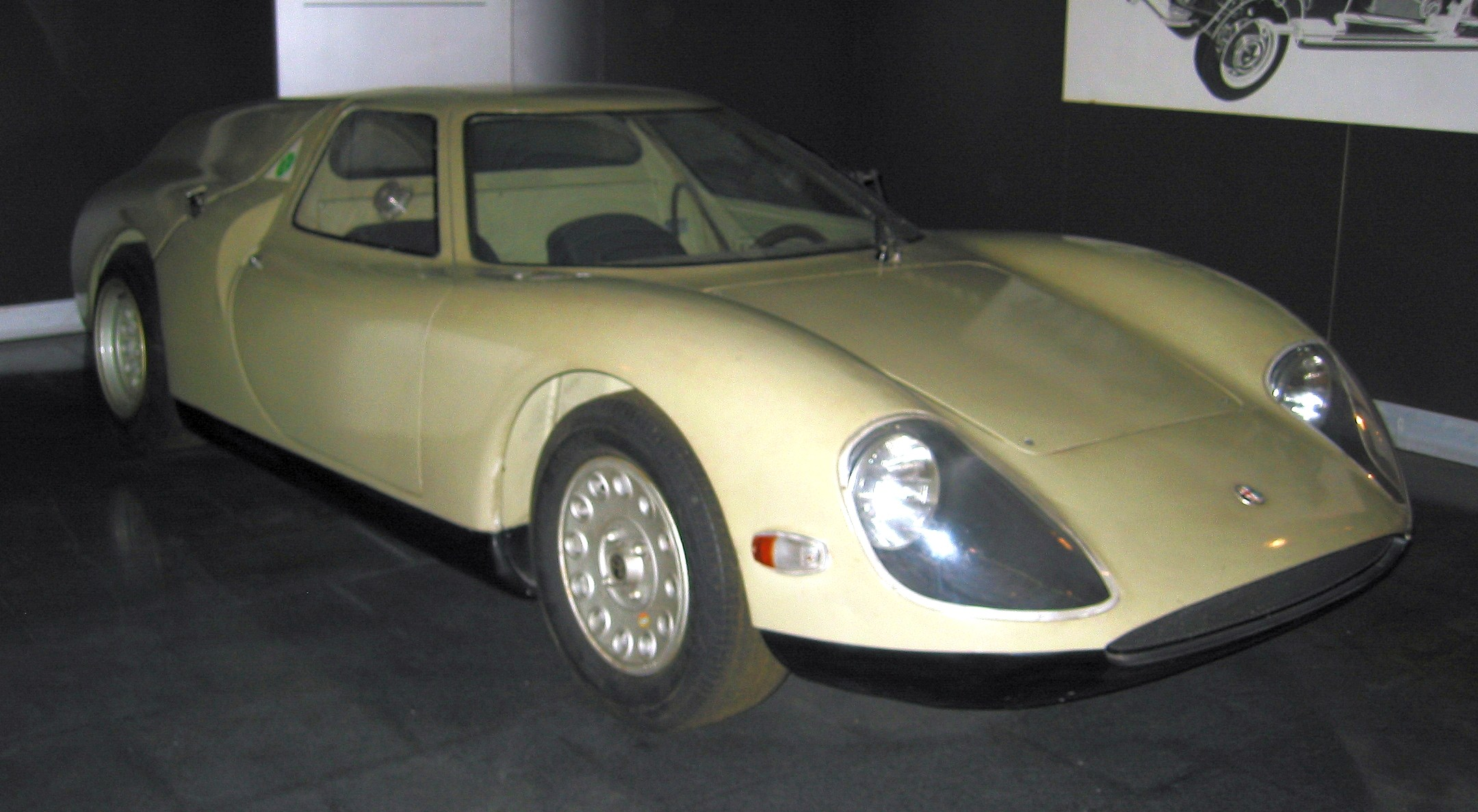
Il prototipo Alfa Romeo Giulia OSI Scarabeo del 1967

Nel 1962, dopo la morte di Luigi Segre, la quota di quest'ultimo venne rilevata da Arrigo Olivetti, che procedette ad ingrandire la piccola azienda aggiungendo un centro stile ed un reparto esperienze. Qui vennero a lavorare personaggi noti nel campo del design automobilistico, come Sergio Sartorelli e Tom Tjaarda.
Di quegli anni fu anche la Ford Anglia Torino, versione ridisegnata della classica Anglia con lunotto rovesciato. L'autore fu Giovanni Michelotti.
Nonostante altre notevoli realizzazioni sulla base di modelli di serie e alcuni importanti prototipi, come la "Bisiluro" e la "Scarabeo", la O.S.I. ebbe vita breve nel panorama dei carrozzieri italiani. Diatribe societarie causarono le dimissioni dell'ing. Bianco e la chiusura del centro stile aziendale, nel dicembre 1967. La produzione delle vetture di serie e dei prototipi continuò, affidata alla direzione di Sartorelli, allo scopo di portare a termine le commesse ricevute, ma dal gennaio 1968 iniziò una veloce diaspora di maestranze assai qualificate. Nel 1968, su consiglio di Sartorelli, Dante Giacosa decise di assorbire i tecnici e progettisti O.S.I. nel Centro stile FIAT. La O.S.I. smise di occuparsi di carrozzerie, continuando la sua attività nel settore degli stampaggi industriali.

## Galleria d'immagini

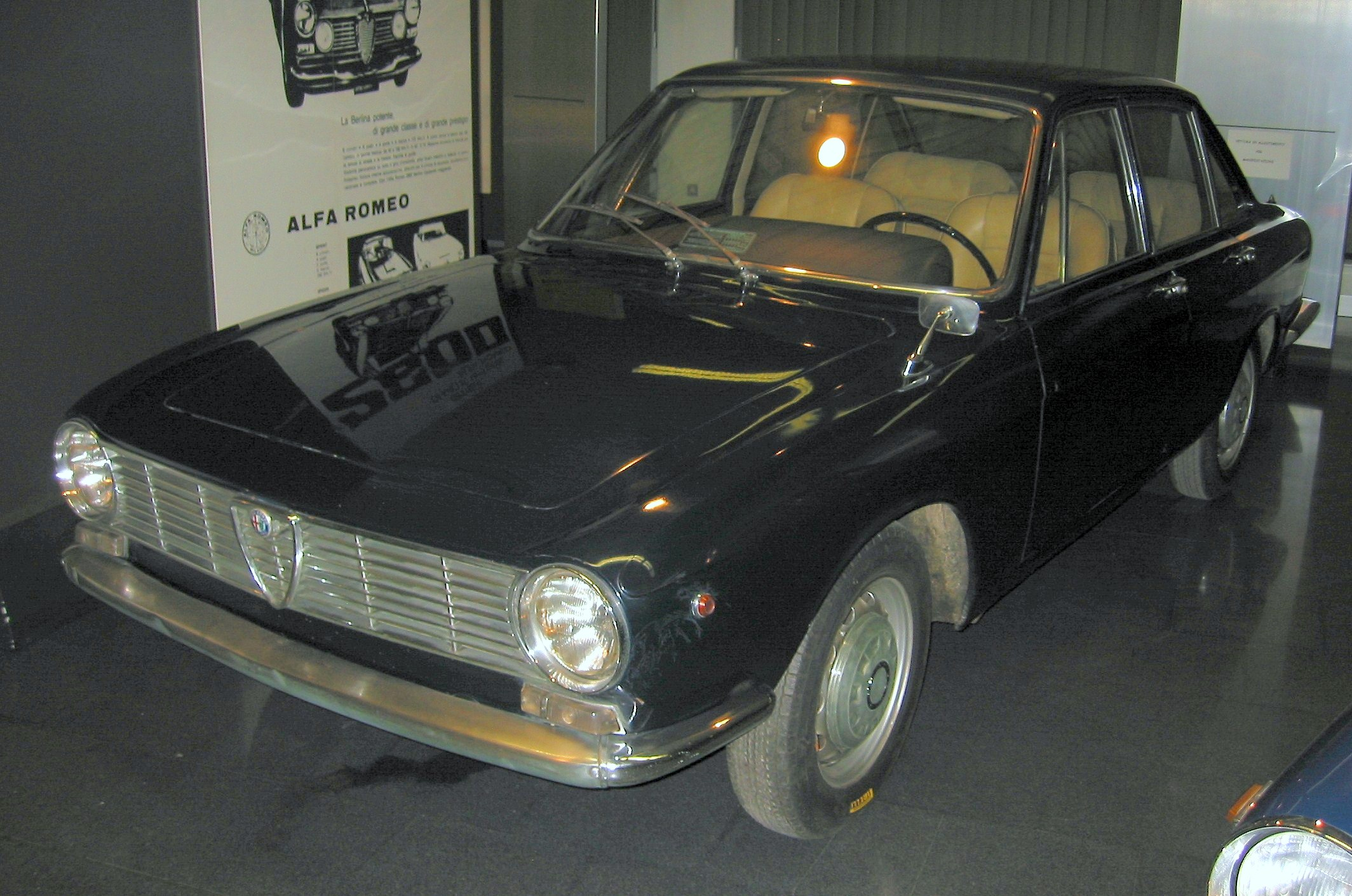
Alfa Romeo 2600 Berlina de Luxe 1965 OSI
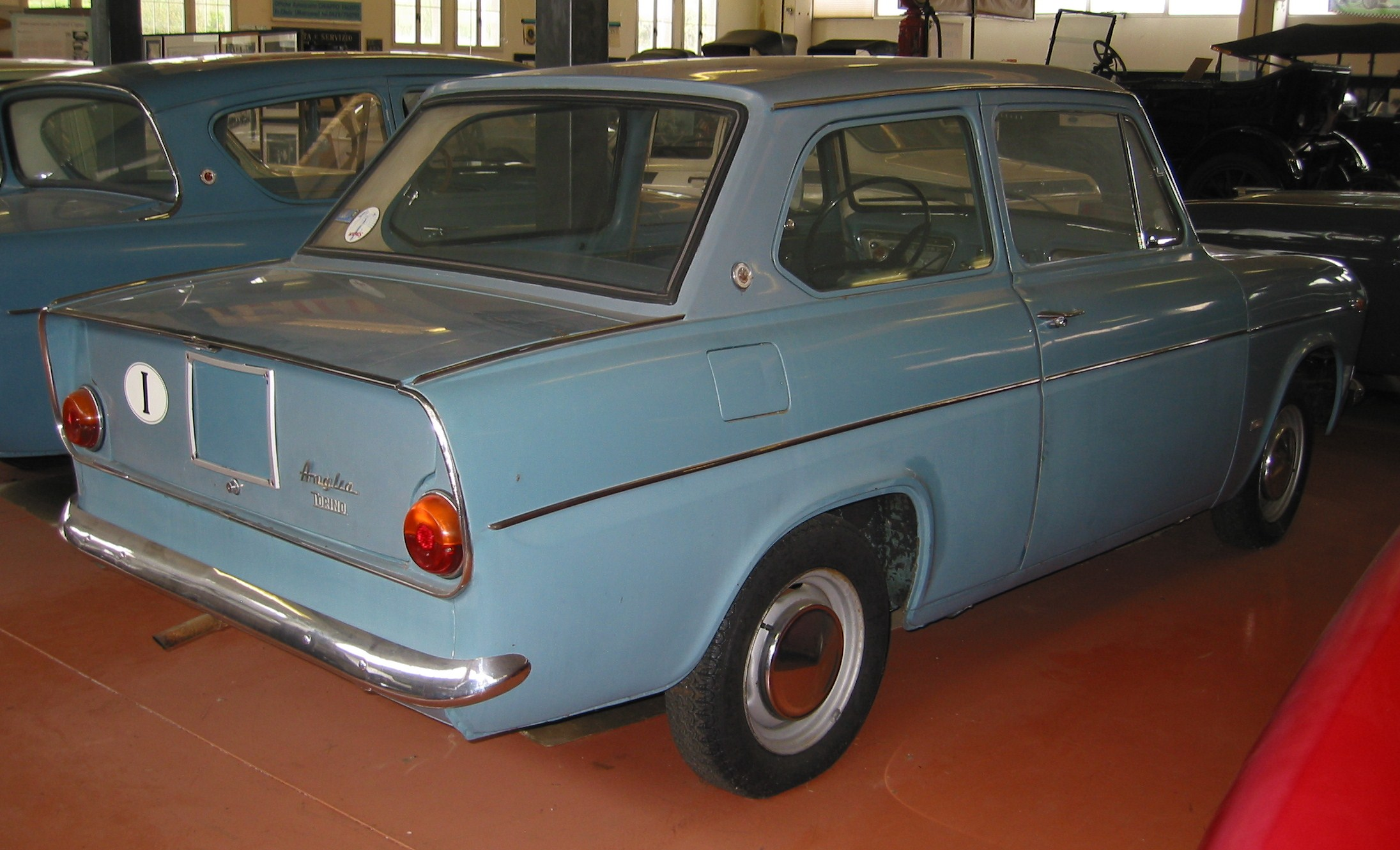
Ford Anglia Torino OSI
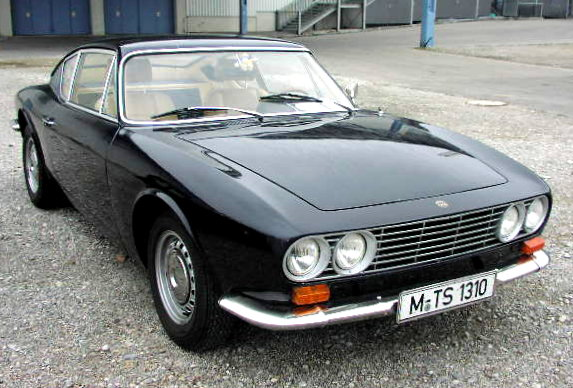
OSI-Ford 20 M TS